# Oliver Goldsmith
Oliver Goldsmith, anglo-irski pisatelj, dramatik in pesnik, * 10. november 1728, Irska, † 4. april 1774, London.

## Življenje
Bil je sin duhovnika. Dan, leto in kraj rojstva niso določeni z gotovostjo. Leta 1744 je na kolidžu Trinity v Dublinu študiral teologijo in pravo, a študiju ni posvečal veliko časa; leta 1747 so ga izključili, a je februarja 1749 vendarle diplomiral. Na Univerzi v Edinburgu je študiral medicino od leta 1752 do leta 1755. Študija ni dokončal. Leta 1756 se je ustalil v Londonu.

## Delo

### The Vicar of Wakefield (Župnik Wakefieldski)
Roman iz duhovnikovega življenja Župnik Wakefieldski (COBISS) je izšel leta 1766. Ta sentimentalistični roman je v sočasni angleški literarni kritiki ostal neopažen, v Nemčiji, kjer je leto po objavi izvirnika izšel nemški prevod, pa je doživel velik uspeh. Brala sta ga Herder in Goethe. Vsako leto so ga ponatiskovali. Značilnosti romana so družinski ambient, socialni protest, humor, potovanja, moralizem in sentimentalizem. Protagonist uživa v idiliki družinskega življenja, povsod vidi pastoralna razpoloženja ter doživlja vzdušje sentimentalnega humanizma.

### Ostala dela
- The Citizen of the World (1762) – pisma, s katerimi je izražal ironičen in občasno moralističen pogled na britansko družbo in njene manire. Navdih je dobil pri Montesquieujevih Perzijskih pismih.
- The Traveller; or, a Prospect of Society (1764) – filozofska pesem, v kateri razmišlja o vzrokih sreče in nesreče narodov.
- The Hermit (1765) – romantična balada o revnem mladeniču Edwinu in hčeri vladarja Angelini.
- An Elegy on the Death of a Mad Dog (1766) – ironična pesem.
- The Good-Natur'd Man (1768) – komedija.
- The Deserted Village (1770) – pesem, v kateri Goldsmith obsoja odseljevanje s podeželja in težnjo po pretiranem bogastvu.
- She Stoops to Conquer (1773) – komedija.

## Goldsmith in Slovenci
Pisatelja je prvi omenil Illyrisches Blatt 1836. Njegov roman Župnik Wakefieldski sta prebirala že Matija Čop in France Prešeren. Zaradi enostavnega jezika se je zdel primeren za učenje angleščine. V slovenščino ga je v začetku 60. let 19. stoletja začel prevajati Josip Stritar, vendar je odnehal že pri drugem poglavju.  Na svojo pobudo ga je v slovenščino leta 1876 prevedel Janez Jesenko; knjiga je izšla v Jurčičevi zbirki Slovenska knjižnica. Trdil je, da ga je prevajal neposredno iz angleščine, vidi pa se, da si je pomagal tudi z nemškimi prevodi. Jezikovno sta prevod pregledala Jurčič in Maks Pleteršnik, vložene pesmi pa Janko Kersnik. Pred tem so ga brali v nemščini ali v hrvaščini. Fran Levstik je omenil roman v Popotovanju iz Litije do Čateža kot zgled dobrega pisanja. V njem je videl model povesti, primerne za kmečko ljudstvo, saj je Goldsmith na enostaven način podal podobo preprostega življenja, kar bi slovenskemu romanu v začetni fazi razvoja pomagalo, da bi si pridobil zaupanje preprostega ljudstva.
Pri Goldsmithovem romanu se je zgledoval Stritar, ko je pisal Gospoda Mirodolskega. Stritar je za posamezne osebe v svoji povesti našel ustrezne modele v Goldsmithovem romanu, zato so ga obtoževali, da je njegov roman posnetek Goldsmithovega. Sam je te očitke zavračal, npr. v pismu Pavlini Pajkovi in v Slovenskem listu 1897, češ da je gospod Mirodolski – on sam. Mahnič mu je leta 1889 prvi očital odvisnost od Goldsmithovega romana, kasneje tudi Viktor Bežek, ki je menil, da je Mirodolski v Stritarjevem romanu pravzaprav župnik Wakefieldski. Leta 1900 je Fran Zbašnik v Ljubljanskem zvonu omilil oznako plagiatorstva, češ da se je Stritar sicer zgledoval po Goldsmithu, ni pa ga posnemal. Josip Tominšek je v Ljubljanskem zvonu 1906 zagovarjal Stritarjevo izvirnost.
Mimo Župnika Wakefieldskega so bili v slovenskem časopisju v prevodu objavljani še pisateljevi aforizmi.